# Едмунд (Вісконсин)
Едмунд (англ. Edmund) — переписна місцевість (CDP) в США, в окрузі Айова штату Вісконсин. Населення — 129 осіб (2020).

## Географія
Едмунд розташований за координатами 42°57′58″ пн. ш. 90°15′52″ зх. д. / 42.96611° пн. ш. 90.26444° зх. д. (42.966221, -90.264438).  За даними Бюро перепису населення США в 2010 році переписна місцевість мала площу 0,89 км², уся площа — суходіл.

## Демографія
Згідно з переписом 2010 року, у переписній місцевості мешкали 173 особи в 65 домогосподарствах у складі 39 родин. Густота населення становила 195 осіб/км².  Було 65 помешкань (73/км²).
Расовий склад населення:
| - 97,7 % — білих |

До двох чи більше рас належало 2,3 %. Частка іспаномовних становила 5,2 % від усіх жителів.
За віковим діапазоном населення розподілялося таким чином: 28,9 % — особи молодші 18 років, 62,4 % — особи у віці 18—64 років, 8,7 % — особи у віці 65 років та старші. Медіана віку мешканця становила 34,4 року. На 100 осіб жіночої статі у переписній місцевості припадало 106,0 чоловіків;  на 100 жінок у віці від 18 років та старших — 105,0 чоловіків також старших 18 років.
Середній дохід на одне домашнє господарство  становив 49 708 доларів США (медіана — 41 458), а середній дохід на одну сім'ю — 40 657 доларів (медіана — 42 083). Медіана доходів становила 44 375 доларів для чоловіків та 27 083 долари для жінок. За межею бідності перебувало 4,9 % осіб, у тому числі 16,7 % дітей у віці до 18 років та 0,0 % осіб у віці 65 років та старших.
Цивільне працевлаштоване населення становило 79 осіб. Основні галузі зайнятості: роздрібна торгівля — 36,7 %, освіта, охорона здоров'я та соціальна допомога — 21,5 %, будівництво — 16,5 %.